# Santa Comba de Vilariça
Santa Comba de Vilariça é uma povoação portuguesa sede da Freguesia de Santa Comba de Vilariça do Município de Vila Flor, freguesia com 11,83 km² de área e 360 habitantes (censo de 2021), tendo, por isso, uma densidade populacional de 30,4 hab./km².
Pertenceu ao concelho (atual município) de Alfândega da Fé entre 1841 e 1853.

## Localização
Santa Comba de Vilariça situa-se a uma latitude de 41º21'N e uma longitude de 7º3'O. É limitada a norte pelas freguesias de Benlhevai e Trindade, do mesmo concelho, e pela freguesia de Vilares de Vilariça, do concelho de Alfândega da Fé, a sul pela freguesia de Assares, a este pela freguesia de Vilarelhos, do concelho de Alfândega da Fé e a oeste pela freguesia de Vale Frechoso, do mesmo concelho.

## Demografia
Nota: No censo de 1864 figura com o nome de Santa Comba.
A população registada nos censos foi:
| Distribuição da População por Grupos Etários | Distribuição da População por Grupos Etários | Distribuição da População por Grupos Etários | Distribuição da População por Grupos Etários | Distribuição da População por Grupos Etários |
| -------------------------------------------- | -------------------------------------------- | -------------------------------------------- | -------------------------------------------- | -------------------------------------------- |
| Ano                                          | 0-14 Anos                                    | 15-24 Anos                                   | 25-64 Anos                                   | > 65 Anos                                    |
| 2001                                         | 56                                           | 79                                           | 230                                          | 108                                          |
| 2011                                         | 54                                           | 32                                           | 219                                          | 102                                          |
| 2021                                         | 29                                           | 32                                           | 179                                          | 120                                          |

## Património
- Cozinha do Solar do Ochoas
- Cruzeiros de Santa Comba da Vilariça
- Igreja de São Pedro (Santa Comba de Vilariça)
- Pelourinho de Santa Comba da Vilariça - classificado pelo IPPAR mas inexistente